# تیگران آرشاکونی
تیگران آرشاکونی (ارمنی: Տիգրան؛ انگلیسی: Tigranes؛ ) نجیب‌زاده اهل ارمنستان بزرگ که در نیمه دوم سده ۴ام و احتمال نیمه اول سده ۵ام می‌زیست. وی پسر خسرو چهارم ارمنستان و زروان‌دخت و برادر آرشاک آرشاکونی بود.